# Nanume naneum
Nanume naneum är en spindelart som först beskrevs av Roberts 1983.  Nanume naneum ingår i släktet Nanume och familjen klotspindlar.
Artens utbredningsområde är Aldabra. Inga underarter finns listade i Catalogue of Life.